# حماس
جنبش مقاومت اسلامی (به عربی: حركة المقاومة الإسلامية) با نام اختصاری حَماس، سازمان سیاسی-نظامی اسلام‌گرای سنی و فلسطینی است که بر نوار غزه در فلسطین، حکومت می‌کند. با وجود اینکه مقر حماس در شهر غزه است، در کرانه باختری که سازمان فتح کنترل آن را اعمال می‌کند، نیز حضور دارد.
در سال ۱۹۸۷ اندکی پس از آغاز انتفاضه اول علیه اسرائیل، حماس توسط فعال فلسطینی، احمد یاسین تأسیس شد. این سازمان از مؤسسه خیریه «مجمع الاسلامیه» احمد یاسین، که در سال ۱۹۷۳ در غزه با همکاری و مشارکت اخوان‌المسلمین مستقر در مصر تأسیس شده بود، بنیان نهاده شد. برخی منابع از نقش عبدالله عزام در شکل‌گیری یا عضویت مرکزی حماس گفته‌اند. حماس در اواخر دهه ۱۹۹۰ به‌طور فزاینده‌ای درگیر درگیری فلسطین و اسرائیل شد؛ حماس یک گروه سیاسی است که با توافقات صلح آمیز که اسرائیل را به رسمیت می‌شناسد موافق نیست. آنها مقاومت مسلحانه را ترجیح می‌دهند. در سال ۲۰۰۶، آنها در انتخابات پیروز شدند و کنترل نوار غزه را از فتح گرفتند. حماس ایده به رسمیت شناختن اسرائیل و یافتن راه حلی مسالمت آمیز از طریق توافقنامه‌هایی مانند توافق اسلو را قبول ندارند.
از سال ۲۰۰۷، حماس و اسرائیل درگیر جنگ بوده‌اند. جنگ‌هایی نظیر محاصره نوار غزه، جنگ غزه (۲۰۰۸–۲۰۰۹)، جنگ ۲۰۱۲ غزه، جنگ ۲۰۱۴ غزه و جنگ غزه. حماس از نظر تاریخی خواستار تشکیل یک کشور فلسطینی اسلامی از جمله اسرائیل، کرانه باختری و نوار غزه بوده و چاره دو کشوری را رد کرده است. با این حال، آنها بعداً موافقت کردند که با اسرائیل مذاکره کنند و مرزهای سال ۱۹۶۷ را بپذیرند. برخی از محققان معتقدند که در سال ۲۰۱۷، حماس با تشکیل کشور فلسطینی در این مرزها موافقت کرد. حماس ملی‌گرایی فلسطینی را در چارچوب اسلامی ترویج می‌کند و از مبارزه مسلحانه علیه اسرائیل استفاده کرده است. آنها یک بخش خدمات اجتماعی به نام دعوت و یک بخش نظامی به نام گردان‌های عزالدین قسام دارند.
حماس در جامعه فلسطینی محبوبیت پیدا کرده است. حملات آنها علیه اسرائیل، مانند بمب‌گذاری‌های انتحاری و حملات موشکی و درگیری‌های مسلحانه باعث شده است که کشورهای غربی آنها را به عنوان یک سازمان تروریستی معرفی کنند. تلاش سازمان ملل متحد برای محکوم کردن حماس به دلیل اقدامات تروریستی در سال ۲۰۱۸ شکست خورد.
در نوار غزه که تحت محاصره است، چندین جنگ بین حماس و اسرائیل رخ داده است. در جنگ غزه را غافلگیر کرد، دیوار غزه را شکست، به پایگاه‌های نظامی حمله کرد، غیرنظامیان را کشت و گروگان‌هایی گرفت. در نتیجه اسرائیل اعلام جنگ کرد و به‌طور زمینی وارد غزه شد و تاکنون کنترل بخش‌هایی از آن را در دست گرفته است.
حماس به انتخاباتی که محمود عباس در سال ۲۰۰۵ رئیس‌جمهور شد، نپیوست اما در انتخابات محلی شرکت کرد و کنترل برخی نقاط را به دست آورد. سپس در سال ۲۰۰۶، آنها بیشترین کرسی‌ها را در انتخابات پارلمانی به دست آوردند و حزب فتح را شکست دادند. آنها خود را «فهرست تغییر و اصلاح» نامیدند و تقریباً ۴۳ درصد آرا و ۷۴ کرسی از ۱۳۲ کرسی را به دست آوردند.
حماس همواره حملات موشکی‌ای را علیه اهدافی در شهرک‌های اسرائیلی ترتیب داده است که از سوی گروه‌های حقوق بشری همچون دیده‌بان حقوق بشر، این اقدام حماس جنایت علیه بشریت توصیف شده است.
بسیاری از مردم غزه فکر می‌کنند حماس صادق نیست، نظرسنجی‌های جدیدتر از سال ۲۰۲۳ نشان می‌دهد که افراد کمتری (حدود ۲۷ تا ۳۱ درصد) اکنون از حماس حمایت می‌کنند.

## تاریخچه

### ریشه‌ها
وقتی اسرائیل، فلسطین را در سال ۱۹۶۷ اشغال کرد، اعضای اخوان‌المسلمین نقش فعالی در مقاومت ایفا نکردند، و ترجیح دادند بر اصلاحات اجتماعی-مذهبی و احیای ارزش‌های اسلامی تمرکز کنند. این چشم‌انداز در اوایل دهه ۱۹۸۰ عوض شد، و سازمان‌های اسلامی بیشتر در سیاست فلسطین درگیر شدند. نیروی محرک این دگرگونی احمد یاسین، یک پناهنده فلسطینی اهل الجوره بود. او که از قشر فقیر برخاسته بود فلج چهاراندام بود،  و با دشواری توانست بدل به یکی از رهبران اخوان المسلمین در غزه شود. جذبه و اعتقاد راسخ او گروهی از پیروان وفادار برای او به همراه آورد، که او به عنوان یک فلج چهار اندامی به آنها برای همه چیز (از غذا دادن به او، تا حمل و نقل او به و از رخدادها، و منعکس کردن استراتژی او به عموم) متکی بود . در سال ۱۹۷۳, یاسین خیریه اجتماعی-مذهبی المجتمع الاسلامیه را در غزه به عنوان یکی از انشعابات اخوان المسلمین بنیان نهاد.
مقامات اسرائیلی در دهه‌های ۱۹۷۰ و ۱۹۸۰ نسبت به المجتمع الاسلامیه بی‌تفاوتی نشان دادند. آنها این نهاد را جنبشی مذهبی می‌دانستند که نسبت به فتح و سازمان آزادی‌بخش فلسطین بسیار کمتر در برابر اسرائیل ستیزه‌جو بود؛ بسیاری نیز معتقد بودند که درگیری داخلی بین سازمان‌های اسلامگرای اسلامی و سازمان آزادیبخش فلسطین منجر به تضعیف این سازمان می‌شود. بنابراین حکومت اسرائیل در ستیزه‌های بین سازمان آزادیبخش فلسطین و نیروهای اسلامگرا مداخله نمی‌کرد. مقامات اسرائیلی در این خصوص که بی‌تفاوتی حکومت (یا حتی پشتیبانی) در برابر این مناقشات تا چه حد به اوج‌گیری اسلام‌گرایی در فلسطین انجامید اختلاف نظر دارند. برخی، مانند اریه اشپیتسن استدلال کرده‌اند «حتی اگر اسرائیل سعی می‌کرد زودتر اسلامگرایان را متوقف کند، تردید دارد می‌توانست برای توقف اسلام سیاسی کار زیادی صورت دهد، این جنبش داشت در سراسر جهان مسلمان پراکنده می‌شد.» دیگران، از جمله مسئول امور مذهبی اسرائیل در غزه، اونر کوئن، معتقد بودند که بی‌تفاوتی در برابر این وضعیت سوخت اوج‌گیری اسلام‌گرایی را فراهم کرد، و اظهار کردند این پدیده «مخلوق» و ناکامی اسرائیل است. دیگران اوج‌گیری این گروه را به حامیان دولتی تروریسم، از جمله ایران منتسب می‌کنند. مقام‌های حماس تأیید کرده‌اند که حکومت ایران از این گروه حمایت مالی می‌کند و محمود الزهار که پیش‌تر وزیر خارجه حماس بود از قاسم سلیمانی میلیون‌هادلار پول نقد دریافت کرده بود.

### انتفاضه اول
حماس در سال ۱۹۸۷ میلادی توسط احمد یاسین، عبدالعزیز رنتیسی و محمد طه در جریان انتفاضه اول به عنوان شاخه فلسطینی اخوان‌المسلمین بنیان‌گذاری شد. حماس تاکنون، حملات راکتی نظامی پرشماری را علیه نظامیان اسرائیلی انجام داده است. آن‌ها دامنه فعالیت‌های خود را به عملیات‌های نظامی محدود نکرده‌اند و با اجرای برنامه‌های اجتماعی متعدد حضور پررنگی در زندگی مردم نوار غزه و کرانه باختری داشته‌اند. ساخت بیمارستان‌ها، مراکز آموزشی و کتابخانه‌ها به محبوبیت آنان نزد بخش مهمی از فلسطینیان منجر شده است.

### جنگ ۲۰۰۸–۲۰۰۹ غزه
در ۲۴ آوریل ۲۰۰۸، حماس از طریق میانجیگران مصری به اسرائیل پیشنهاد یک توقف شش‌ماهه در درگیری‌ها را در نوار غزه، و بدون لحاظ کردن کرانه باختری داد. اسرائیل این پیشنهاد را در ۲۵ آوریل ۲۰۰۸ رد کرد، و از این نگران بود که چنان توافقی حماس را در برابر رقبایش در فلسطین، فتح، مستقر کرانه باختری، تقویت می‌کند و به حماس فرصت می‌دهد تا برای جنگ و نه صلح آماده‌سازی کند.
در ۱۷ ژوئن ۲۰۰۸, میانجیگران مصری اعلام کردن ختم درگیری غیررسمی بین حماس و اسرائیل مورد توافق قرار گرفته است.
وقتی توقف درگیری‌ها در ۱۹ دسامبر رسماً منقضی شد، حماس ۵۰ تا بیش از ۷۰ موشک و خمپاره در ظرف سه روز به اسرائیل پرتاب کرد، گرچه هیچ اسرائیلی ای آسیب ندید. در ۲۱ دسامبر، حماس گفت آماده است در صورتی که اسرائیل «تجاوز» خود به غزه را متوقف و گذرگاه مرزی اش را باز کند، حملات را متوقف و آتش‌بس را تجدید کند.
در ۲۷ و ۲۸ دسامبر، اسرائیل عملیات سرب گداختهرا علیه حماس شروع کرد. حسنی مبارک رئیس‌جمهور مصر گفت «ما مکرراً به حماس هشدار دادیم که رد کردن آتش‌بس اسرائیل را به تجاوز علیه غزه سوق می‌دهد.»
اسرائیل در ۱۷ ژانویه ۲۰۰۹ آتش‌بس یکجانبه اعلام کرد. حماس روز بعد برای زمان دادن به اسرائیل برای خروج نیروهایش از نوار غزه آتش‌بس یک هفته‌ای اعلام کرد.

#### پس از جنگ غزه

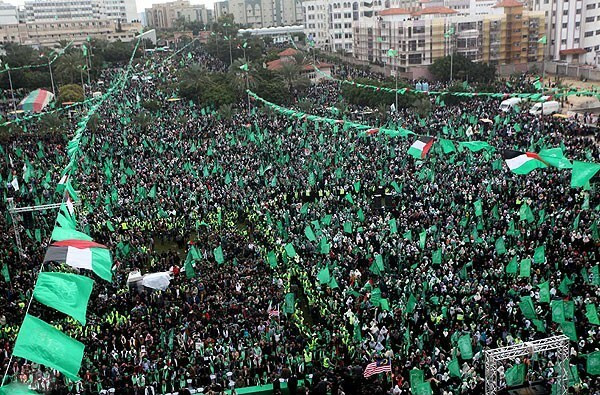
جشن بیست و پنجمین سالگرد حماس در غزه، ۸ دسامبر ۲۰۱۲

حماس پس از بروز جنگ داخلی سوریه در سال ۲۰۱۱ از حکومت سوریه فاصله گرفت و اعضایش شروع به ترک سوریه کردند. این تعداد که زمانی به صدها مقام در تبعید فلسطینی و خویشاوندانشان می‌رسید به چند دوجین کاهش یافت. در سال ۲۰۱۲, حماس رسماً حمایت خود را از اپوزیسیون سوریه اعلام کرد. این تلویزیون دولتی سوریه را به وارد کردن یک «حمله تخریبی» به رهبری حماس واداشت. خالد مشعل گفت که حماس به خاطر عدم موافقت با حکومت سوریه «مجبور به خروج» از دمشق شده. در اواخر اکتبر، سربازان نیروی زمینی سوریه دو رهبر حماس در اردوگاه پناهندگان درعا را به ضرب گلوله کشتند. در ۵ نوامبر، ۲۰۱۲, نیروهای امنیتی دولتی سوریه همه دفترهای حماس در این کشور را بستند. در ژانویه ۲۰۲۳ دو عضو دیگر حماس در اردوگاه حسینیه مرده پیدا شدند. کنشگران گفتند این دو از سوی نیروهای امنیتی دولتی دستگیر و اعدام شده‌اند. در سال ۲۰۱۳, گزارش شد که شاخه نظامی حماس شروع به آموزش واحدهای ارتش آزاد سوریه کرده است. در سال ۲۰۱۳, پس از هفته‌ها دیپلماسی غیرمستقیم فشرده بین نمایندگان حماس، اسرائیل و تشکیلات خودگردان توافقی حاصل نشد. همچنین گفتگوهای بین فلسطینیان به جایی نرسید و در نتیجه در جریان بازدید اوباما از اسرائیل، حماس پنج حمله موشکی به اسرائیل انجام داد.

## سازمان‌دهی

### ساختار و رهبری

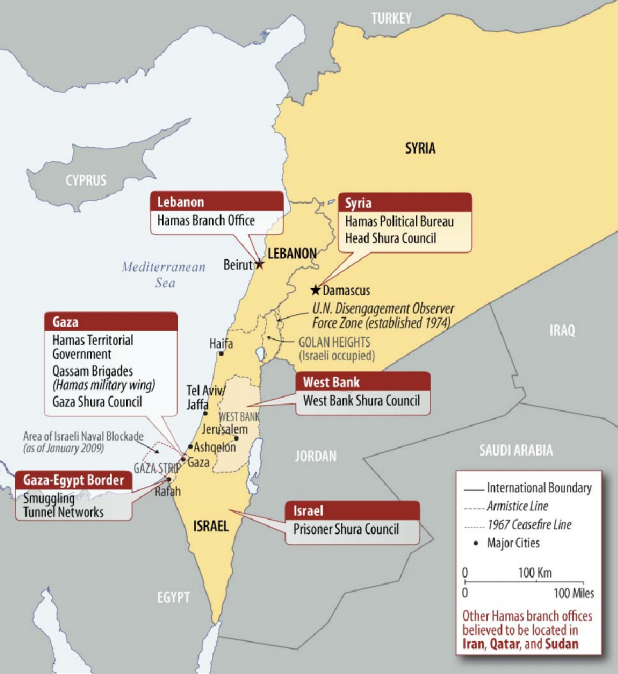
نقشه گره‌های اصلی رهبری حماس، ۲۰۱۰

حماس یک ساختار سه جانبه متشکل از ارائه خدمات اجتماعی، آموزش مذهبی و عملیات نظامی تحت یک شورا را از سلف خود به ارث برده است. به‌طور سنتی حماس چهار کارکرد متمایز داشت: ۱- شاخه رفاه اجتماعی خیریه (دعوه)؛ ۲- یک شاخه نظامی برای تدارک اسلحه و انجام عملیات (المجاهدین الفلسطینون) ۳- یک سرویس امنیتی (جهاز امن) و ۴- یک شاخه رسانه‌ای (الاعلام) حماس هم یک رهبری داخلی درون کرانه باختری و نوار غزه و یک هم یک رهبری بیرونی دارد که بین گروه در غزه به رهبری موسی محمد ابومرزوق از تبعید ابتدا در دمشق و سپس در مصر و یک گروه کویتی (کویتیه) به رهبری خالد مشعل تقسیم شده است. گروه کویتی تبعیدیان فلسطینی از پس از این که رهبر آن مشعل با یاسر عرفات بر سر تصمیم او به همسویی با صدام حسین در تهاجم عراق به کویت دچار شکاف شد، شروع به دریافت کمک‌های مفصلی از کشورهای عربی خلیج فارس کرد و مشعل به عراق اصرار کرد که عقب‌نشینی کند. در ۶ مه ۲۰۱۷، شورای حماس اسماعیل هنیه را برای رهبری به جایگزینی مشعل برگزید. ساختار دقیق سازماندهی آن نامشخص است چرا که در حجابی از محرمانگی پوشانده شده تا فعالیت‌های عملیاتی را بپوشاند. به‌طور رسمی، حماس بال‌های خود را جدا و مستقل از هم نگه می‌دارد، اما در این شبهه وارد شده است. استدلال شده که بال‌های آن هم مجزا هستند و هم به دلایل ضرورت سیاسی داخلی و بیرونی ترکیب شده‌اند. کامل بودن اطلاعات و دیده‌بانی اسرائیل و پایگاه گسترده خبرچین‌ها ارتباطات بین بال‌های سیاسی و نظامی حماس را دشوار کرده. پس از ترور عبدالعزیز رنتیسی جهت‌گیری سیاسی بال نظامی کاهش یافت و فرماندهان میدانی خودمختاری تشخیصی گسترده‌تری کسب کردند.

### مالی و بودجه
حماس، همچون سلف خود، اخوان‌المسلمین، اداره املاک وقفی غزه را بر عهده گرفت، موقوفه‌هایی که بیش از ۱۰٪ از کل املاک در نوار غزه را تشکیل می‌دهند، و شامل بیش از ۲۰۰۰ جریب زمین زراعی نگه داشته شده در صندوق‌های مذهبی، به همراه تعداد بی شماری مغازه، آپارتمان‌های اجاری و ساختمان‌های عمومی هستند.
تا سال ۲۰۱۱، بودجه حماس که محاسبه می‌شد در حدود ۷۰ میلیون دلار آمریکا باشد، تا حد حتی قابل توجه تری (۸۵٪) از منابع خارجی غیر فلسطینی تأمین می‌شد. در یک فهرست ضبط شده در سال ۲۰۰۴، تنها دو منبع اسرائیلی-فلسطینی وجود داشت در حالی که دیگر مشارکت کنندگان نهادهای کمک‌کننده در اردن، قطر، کویت، عربستان سعودی، بریتانیا، آلمان، آمریکا، امارات عربی متحده، ایتالیا و فرانسه بودند. بیشتر پول جمع‌آوری شده ناشی از منابعی بود که به آنچه حماس به عنوان کار خیریه اش برای فلسطینیان توصیف می‌کند کمک می‌کردند، اما سرمایه‌گذاری در حمایت از موضع ایدئولوژیک حماس نیز مؤثر است و کشورهای خلیج فارس و عربستان سعودی از این لحاظ نقش برجسته‌ای داشته‌اند. متیو لویت بر این اعتقاد است که حماس همچنین از کورپوریشن‌ها، سازمان‌های جنایی و شبکه‌های مالی که از ترور حمایت می‌کنند پول دریافت می‌کند. او همچنین حماس را به درگیر بودن در قاچاق سیگار و مواد مخدر، نقض حق نشر چندرسانه‌ای و کلاهبرداری کارت اعتباری متهم می‌کند. آمریکا، اسرائیل و اتحادیه اروپا بسیاری از خیریه‌ها و نهادهایی که پول را به حماس منتقل می‌کنند، مانند بنیاد امداد ارض مقدس را تعطیل کرده‌اند. گفته شده بین سال‌های ۱۹۹۲ و ۲۰۰۱, این گروه ۶٫۸ میلیون دلار از ۵۷ میلیون دلاری که جمع‌آوری کردند را در اختیار خیریه‌های فلسطینی گذاشتند. تا سال ۲۰۰۱، این گروه متهم بود که ۱۳ میلیون دلار به حماس داده است و کوتاهی پس از آن تعطیل شد.
در حدود نیمی از بودجه حماس تا میانه دهه ۲۰۰۰ از کشورهای خلیج فارس می‌آمد. در اوایل دهه ۲۰۰۰، عربستان سعودی که نیمی از بودجه ۵۰ میلیون دلاری حماس را تأمین می‌کرد، تحت فشار آمریکا بودجه خود را با سرکوب خیریه‌های اسلامی و انتقال پول کمک کنننده‌های خصوصی به حماس در سال ۲۰۰۴ نصف کرد، که تا سال ۲۰۰۶ به میزان شدیدی جریان پول به آن منطقه را کاهش داد. ایران و سوریه، در پی پیروزی حماس در انتخابات ۲۰۰۶، پیشگام شدند تا این کسری بودجه را پر کنند. بودجه عربستان، که با طرف‌های ثالث از جمله مصر مورد مذاکره قرار گرفته بود، همچنان حامی حماس به عنوان یک گروه سنی بود ولی وقتی اتحادیه اروپا با تعلیق کمک مالی اش به نتیجه انتخابات پاسخ داد تصمیم گرفت به تشکیلات خودگردان، بازنده انتخابات، کمک بیشتری بکند. در جریان دهه ۱۹۸۰، ایران شروع به تأمین ۱۰٪ از بودجه حماس کرد، که سالانه آن را افزایش داد تا این که تا دهه ۱۹۹۰ ۴۰ میلیون دلار کمک کرد. تا اواخر دهه ۲۰۰۰، این کمک بالغ بر ۲۲ میلیون دلار، بیش از یک چهارم بودجه حماس بود. . بنا بر متیو لویت، ایران کمک مالی مستقیم به گروه‌های عملیاتی را به کمک به خیریه‌ها، ترجیح می‌داد و ویدئوی اثبات حملات را لازم می‌خواست. گفته شده بسیاری از کمک‌های ایران از مسیر حزب‌الله لبنان بوده است. پس از سال ۲۰۰۶, علاقمندی ایران به تأمین کسری بودجه ناشی از کم شدن بودجه تأمین شده از عربستان هم منعکس کننده تنش‌های ژئوپلیتیک بین این دو کشور بود، ایران با این که شیعه است داشت گروهی سنی که به‌طور سنتی در پیوند با پادشاهی سعودی بوده را حمایت می‌کرد. آمریکا تحریم‌هایی بر بانک صادرات ایران وضع کرد، و آن را به ارسال صدها میلیون به حماس متهم کرد. آمریکا ابراز نگرانی کرده که حماس از طریق سمپات‌های عرب تبار فلسطینی و لبنانی در ناحیه فوز دو لوآچو، منطقه مرز سه‌گانه آمریکای لاتین، که دیر زمانی است با تجارت اسلحه، قاچاق مواد مخدر، تولید کالاهای تقلبی، پولشویی و تقلب ارزی مرتبط دانسته می‌شود پول جمع‌آوری می‌کند. وزارت امور خارجه آمریکا اضافه کرده که اطلاعات تأیید شده از حضور عملیاتی حماس در آنجا ناکافی است. پس از سال ۲۰۰۹، تحریم‌ها علیه ایران تأمین بودجه را دشوار کرد، و حماس را مجبور کرد بر کمک‌های مالی مذهبی افراد در کرانه باختری، قطر و عربستان سعودی تکیه کند. منابع مالی بالغ بر ده‌ها میلیون دلار جمع‌آوری شده از کشورهای خلیج فارس از طریق گذرگاه مرزی رفح منتقل شدند. این مبالغ برای پوشش هزینه‌های حکومت بر نوار و اداره گردان‌های القسام کافی نبودند و وقتی تنش‌ها با ایران بر سر حمایت از رئیس‌جمهور اسد در سوریه بالا گرفت، ایران کمک مالی‌اش به این حکومت را قطع کرد، و بودجه اش را به بال نظامی محدود کرد، که به معنای کاهش بودجه از ۱۵۰ میلیون دلار در سال ۲۰۱۲ به ۶۰ میلیون دلار در سال بعد از آن بود. در سال ۲۰۱۵ که حماس از نقش ایران در جنگ داخلی یمن انتقاد کرد، این میزان باز کاهش پیدا کرد.
در سال ۲۰۱۷، تشکیلات خودگردان فلسطین خود تحریم‌هایی علیه غزه وضع کرد، که از جمله حقوق هزاران تن از کارکنان تشکیلات خودگردان و نیز مساعدت‌های مالی به خانواده‌ها در نوار غزه را قطع کرد. تشکیلات خودگردان در ابتدا گفت به پرداخت هزینه برق و سوختی که اسرائیل به نوار غزه می‌دهد پایان می‌دهد، ولی پس از یک سال تا حدی از آن عقب‌نشینی کرد. حکومت اسرائیل گذاشته میلیون‌ها دلار از قطر به‌طور مرتب از طریق اسرائیل به حماس برسد، تا جایگزین میلیون‌ها دلاری شود که تشکیلات خودگردان انتقال آنها به حماس را متوقف کرده. بنیامین نتانیاهو، نخست‌وزیر اسرائیل، توضیح داده که اجازه دادن به عبور پول از طریق اسرائیل به این معناست که نمی‌تواند برای تروریسم هزینه شود، و گفته: «حالا که ما نظارت می‌کنیم، می‌دانیم به امور بشردوستانه می‌رود.»

## شناسایی به‌عنوان سازمان تروریستی
اسرائیل، آمریکا، کانادا، بریتانیا، استرالیا، ژاپن و اتحادیه اروپا حماس را گروهی تروریستی می‌دانند. نیوزیلند و پاراگوئه فقط شاخه نظامی حماس یعنی گردان‌های عزالدین قسام را در فهرست گروه‌های تروریستی خود قرار داده‌اند. فعالیت آن‌ها از سال ۱۹۹۹ در اردن هم غیرقانونی اعلام شد. هرچند در سال ۲۰۱۲ دیداری بین خالد مشعل رئیس دفتر سیاسی حماس و عبدالله دوم اردن با وساطت ولیعهد قطر انجام شد اما باز هم دولت اردن اجازه ادامه فعالیت حماس را صادر نکرد.
در دسامبر سال ۲۰۱۴ میلادی، بنا به حکم دادگاه حقوق بشر اروپا، نام حماس که تا پیش از این در فهرست سازمان‌های تروریستی این اتحادیه قرار داشت، از این فهرست حذف شد، با این وجود تحریم‌ها علیه آن لغو نشدند. این دادگاه اعلام کرد که گنجاندن حماس در فهرست سازمان‌های تروریستی با معیارهای اروپا هم‌خوانی نداشته است و در حکم قبلی شواهد و مدارک محکمه‌پسندی ارائه نشده بوده، بلکه تصمیم‌گیری بر اساس منابعی ضعیف‌تر از جمله اطلاعات موجود در اینترنت گرفته‌شده بوده است. با این وجود این حکم برای دولت‌های عضو اتحادیه اروپا الزام‌آور نیست و کشورهایی مانند بریتانیا و آلمان ممکن است این گروه را از فهرست سازمان‌های تروریستی خود خارج نکنند.
در ۱۷ فوریه ۲۰۲۲ استرالیا کلیت حماس را در فهرست سازمان‌های تروریستی قرار داد.

## فعالیت سیاسی

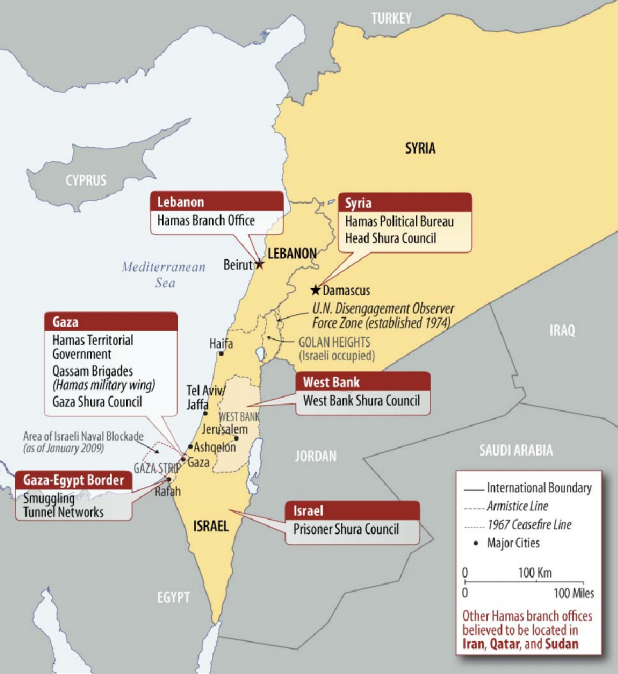
نقشه مراکز اصلی فعالیت حماس

حماس یکی از احزاب سیاسی مهم فلسطین است. آن‌ها اگرچه پیمان‌های اسلو را قبول ندارد اما با تشکیلات خودگردان فلسطین همکاری کرده، وارد مهم‌ترین نهادهای وابسته به آن شده است. آن‌ها معتقدند که حضور در این حکومت خودگردان لزوماً به معنای پذیرش پیمان‌های موجب ایجاد آن نیست. حماس در سال ۲۰۰۶ با پیروزی در انتخابات شورای قانونگذاری فلسطین و کسب ۷۵ کرسی از ۱۲۸ کرسی مجلس به حزب حاکم مجلس قانون‌گذاری فلسطین تبدیل شدند و اسماعیل هنیه از رهبران حماس به عنوان نخست‌وزیر تشکیلات خودگردان فلسطین معرفی شد.
موقعیت جدید حماس در رأس حکومت خودگردان این سازمان را به وضعیت تازه‌ای روبرو کرد. این اتفاق باعث شد تا اسرائیل، ایالات متحده آمریکا، اتحادیه اروپا، اتحادیه عرب و بسیاری از کشورهای دیگر که عمده بودجهٔ دولت خودگردان را تأمین می‌کنند، ادامه کمک‌های خود را به تغییر بندهایی از منشور حماس که در آن خواهان نابودی اسرائیل شده و شناسایی این کشور از سوی این سازمان موکول کردند. حماس این درخواست‌ها را نپذیرفت و سعی کرد منابع مالی مورد نیاز برای اداره دولت را با کمک متحدان سنتی خود تأمین کند.
اختلافات حماس با دیگر گروه‌های فلسطینی به ویژه جنبش فتح شدت گرفته و یک سال بعد در تابستان ۲۰۰۷ به یک جنگ تمام عیار تبدیل شد. جنگ داخلی فلسطین باعث تجزیه فلسطین به دو منطقه شد. حماس در این نبرد ۲۰۰۷ غزه پیروز شده و کنترل کامل نوار غزه را به دست گرفت اما در کرانه باختری شکست خورده و فعالیت آن در این منطقه غیرقانونی اعلام شد.

## روابط با کشورهای دیگر

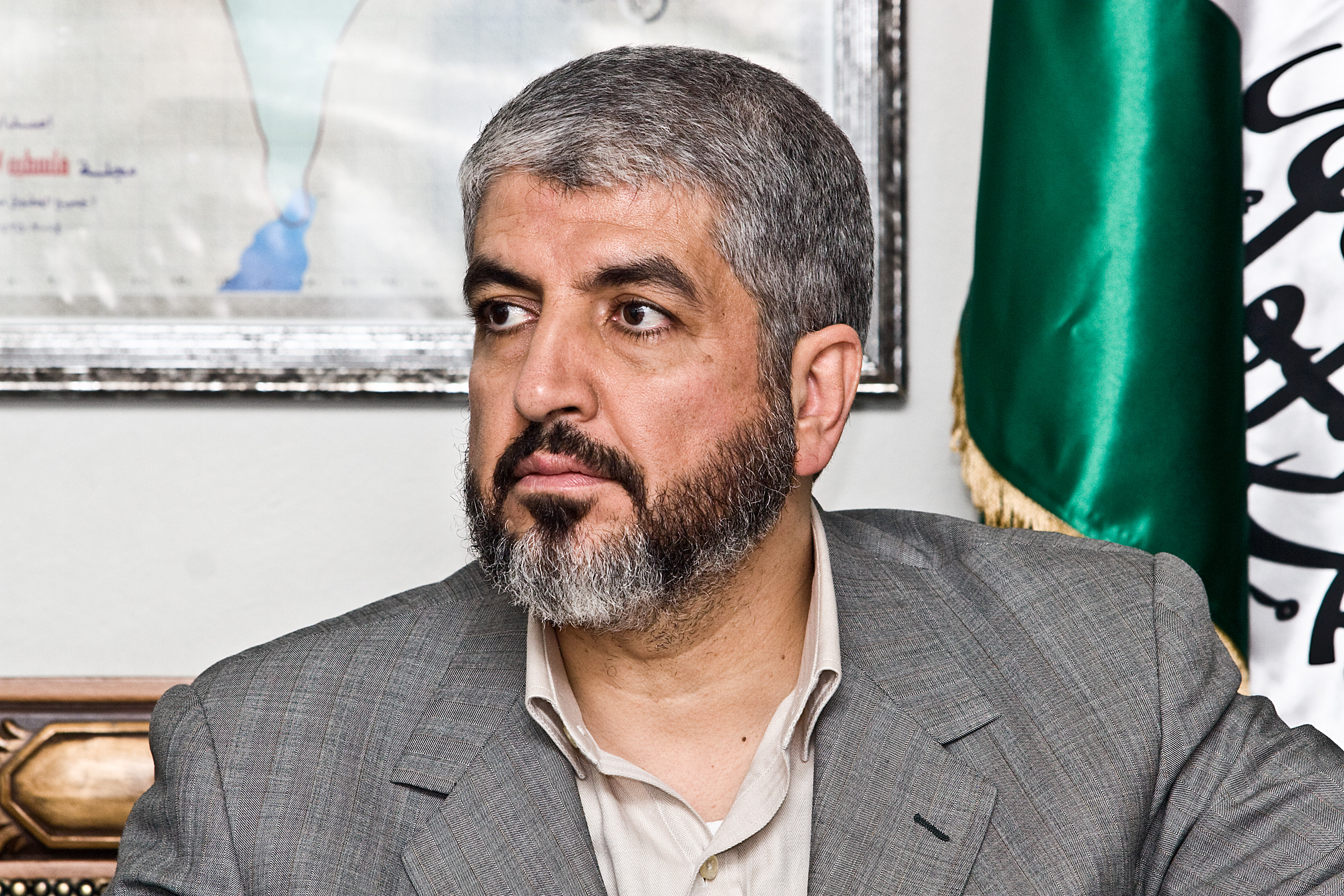
خالد مشعل رئیس دفتر سابق سیاسی حماس

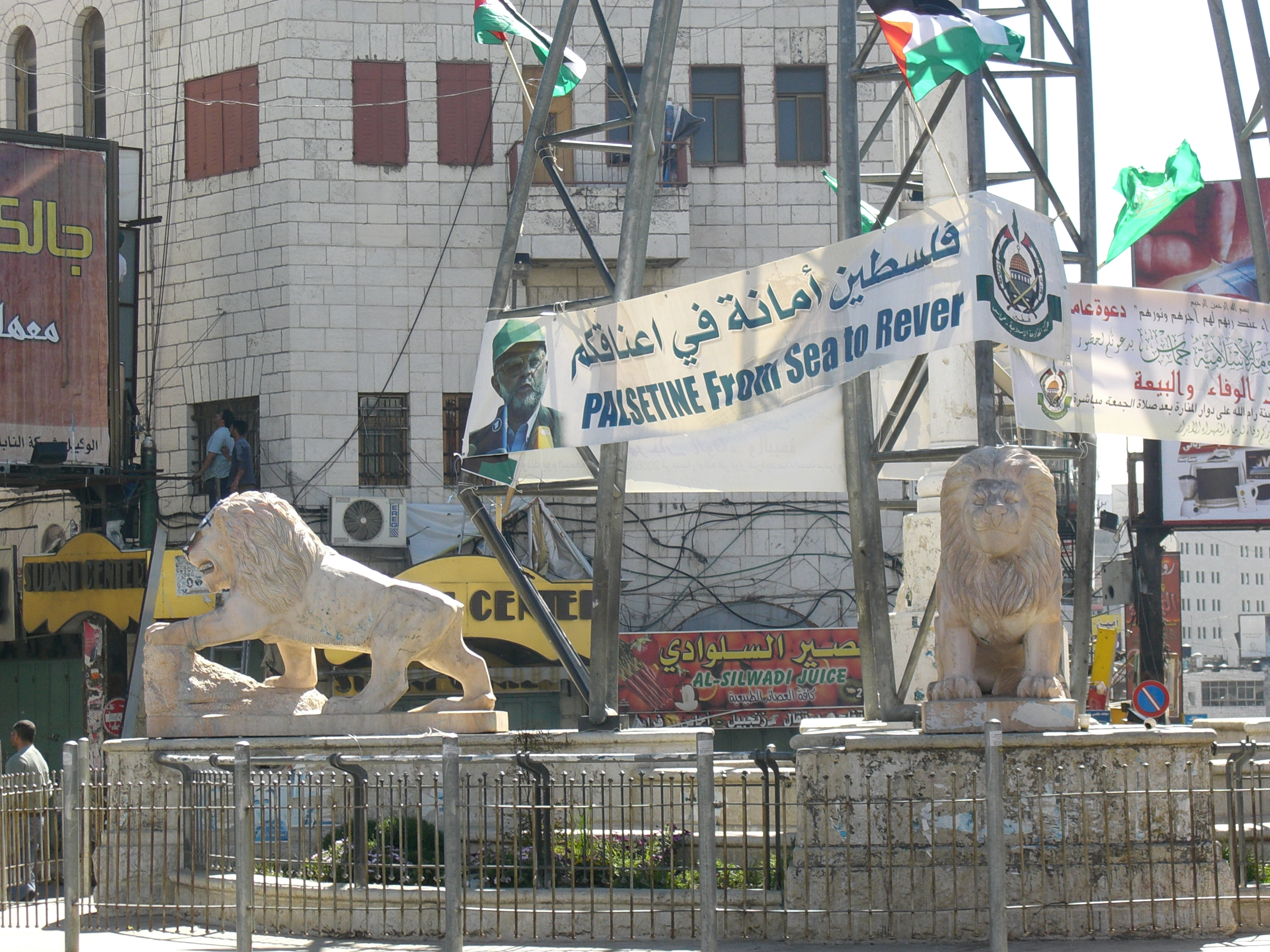
پلاکارد تبلیغاتی حماس در شهر رام‌الله، سال ۲۰۰۶

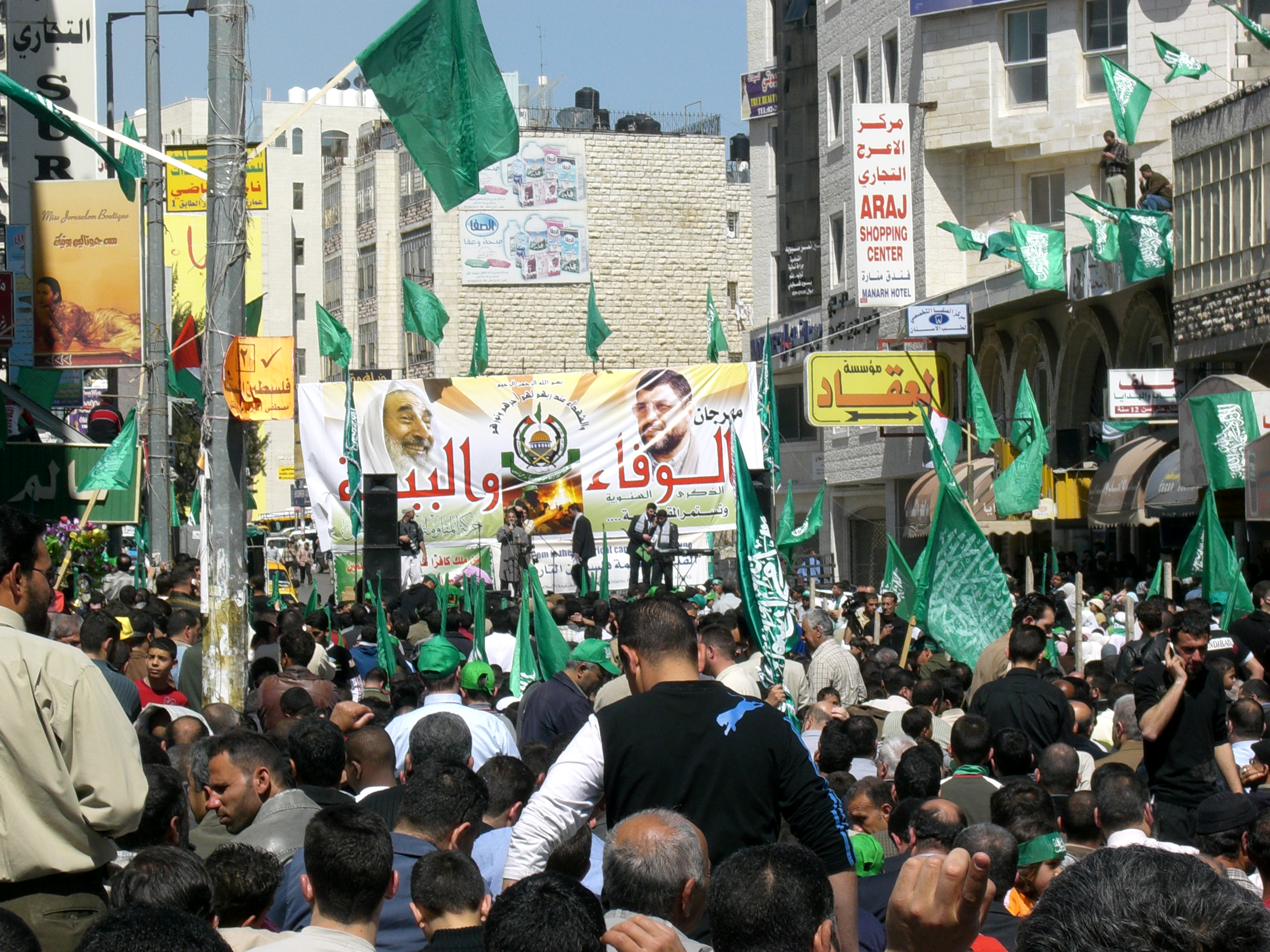
راهپیمایی طرفداران حماس در رام‌الله

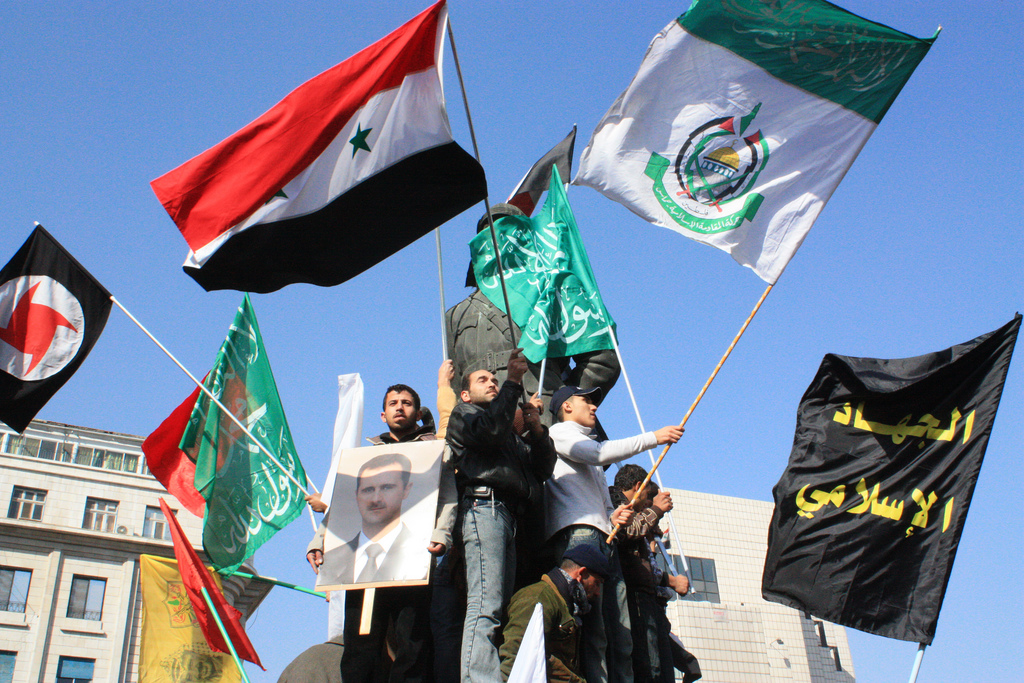
حماس تا پیش از جنگ داخلی سوریه ارتباط خوبی با حکومت بشار اسد داشت. پرچم‌های حماس، جهاد اسلامی، جنبش فتح، حزب سوسیال ناسیونالیست سوریه و تصویر بشار اسد در یک راهپیمایی مشترک در دمشق، ۲۰۰۸

### ایران
جمهوری اسلامی ایران این گروه را به رسمیت شناخته و علناً از آن جانبداری و حمایت معنوی و تسلیحاتی می‌کند و کمک‌های مالی فراوانی را به این گروه اهدا کرده است. در پی درگیری‌های گستردهٔ ژوئن ۲۰۰۷، که میان گروه شبه‌نظامی حماس و گروه رقیب آن، فتح در سرزمینهای فلسطینی رخ داد و در پی بدست‌گیری قدرت در نوار غزه توسط گروه حماس و عملکردهای این گروه در حمله به پایگاه‌ها و رهبران جنبش فتح در فلسطین مقامات امنیتی فلسطینی از جناح فتح و همچنین برخی کشورهای عربی خاورمیانه، حکومت ایران را متهم به نقش داشتن در «آموزش نظامی شبه نظامیان حماس در به دست گرفتن کنترل نوار غزه و همچنین کمکهای مالی» به این گروه معرفی کردند.
این در حالی است که منوچهر متکی، وزیر پیشین امور خارجه در مصاحبه‌ای مطبوعاتی در قطر این اتهامات را رد کرد و مدعی شد که ایران تنها از گروه حماس، «حمایت معنوی» می‌کند.
با وجود تکذیب دولت ایران، یک مقام حماس در گفتگو با روزنامه تایمز لندن آموزش شبه نظامیان حماس در ایران و توسط سپاه پاسداران را تأیید کرد. وی گفت که ۳۰۰ تن از نیروهای حماس برای طی دوره‌های آموزشی مخفیانه به ایران اعزام شده‌اند. به گفته وی از هنگام آغاز درگیری‌ها تاکنون هفت گروه برای طی دوره‌های شش‌ماهه به ایران اعزام شده‌اند. این فرمانده ارشد گفت: «ایران مادر ما بوده و به ما اطلاعات و تجهیزات نظامی داده و به لحاظ مالی از ما حمایت می‌کند.»
ولی روابط خوب ایران با جنبش حماس با شروع بهار عربی از بین رفته است. با شروع جنگ داخلی سوریه، ایران با رهبران حماس اختلاف نظر اساسی پیدا کرده و هردو طرف تمایل کمتری برای همکاری‌های دوجانبه از خود نشان می‌دهند. این سردی روابط علی‌رغم حمایت ایران از جنبش حماس در جنگ ۲۰۱۲ غزه پابرجا ماند. از دیگر مهم‌ترین دلایل می‌توان به روی کار آمدن دولت اخوان المسلمینی در مصر به رهبری محمد مرسی اشاره کرد که موجب شد حماس، برادران سنی خود را به برادران شیعه ترجیح دهد. اما حکومت مرسی در مصر تنها یک سال دوام آورد و بعد از کودتای ۲۰۱۳ مصر و سقوط اخوانی‌ها در مصر، حماس که اصلی‌ترین حامی خود را از دست داده بود و به دلیل تیره کردن روابط خود با حکومت ایران در سال‌های اخیر، خود را در تنگنای شدید می‌دید، در صدد تجدید برقراری روابط با ایران برآمد.
در تیرماه ۱۳۹۸ علی خامنه‌ای در دیدار با رهبران حماس در تهران گفت: «در سال‌های نه چندان دور، فلسطینی‌ها با سنگ مبارزه می‌کردند، اما امروز به جای سنگ، مجهز به موشک‌های نقطه‌زن هستند و این، یعنی احساس پیشرفت».

#### دریافت ۲۲ میلیون دلار
محمود الزهار، وزیر خارجه پیشین و عضو ارشد کادر رهبری حماس، در گفت‌وگو با العالم گفت: در دیدار سال ۲۰۰۶ با قاسم سلیمانی در تهران، «مشکل اساسی حقوق کارمندان و خدمات اجتماعی و کمک‌های دیگر» به مردم غزه را توضیح دادم و «حاج قاسم فوراً درخواست ما را پاسخ داد به‌گونه‌ای که روز بعد که پایان سفر بود، ۲۲ میلیون دلار در چمدان‌های فرودگاه (تهران) دیدم».
الزهار همچنین گفت: «قرار بود مبلغ بیش‌تری پرداخت شود اما (هیئت حماس) ۹ نفره بود و نمی‌توانستیم بیش از این حمل کنیم زیرا هر چمدان ۴۰ کیلوگرم گنجایش داشت».

#### سایر کمک‌های نظامی و تسلیحاتی و مستشاری از جانب جمهوری اسلامی
زیاد نخاله در ویدئویی که شامگاه پنج‌شنبه، اول خرداد ۱۳۹۹، در اکانت توییتر قاسم سلیمانی منتشر شد، می‌گوید قاسم سلیمانی برای ارسال سلاح به غزه به چند کشور سفر کرده است.
دبیرکل جنبش جهاد اسلامی فلسطین گفته است قاسم سلیمانی «شخصاً» یک عملیات پیچیده برای ارسال سلاح به غزه را مدیریت کرده است.
وی همچنین در مصاحبه روز پنجشنبه ۱۱ دی ماه ۱۳۹۹، با شبکه العالم تأکید کرد که قاسم سلیمانی تمامی امکانات جمهوری اسلامی ایران را برای رساندن سلاح به غزه به کار گرفت، و موضوع آموزش نیروهای حاضر در غزه برای استفاده از موشک‌های دوربرد را مطرح کرد و گفت به همین دلیل است که امروز هزاران موشک و کارگاه‌های ساخت خمپاره و آرپی‌جی در نوار غزه وجود دارد که به شکل شبانه‌روزی فعالیت می‌کنند.
اسماعیل هنیه، رئیس دفتر سیاسی حماس، ساعاتی پس از اعلام آتش‌بس بین اسرائیل و غزه پس از جنگ ۱۱ روزه در سال ۲۰۲۱، از کمک «مالی و تسلیحاتی» جمهوری اسلامی ایران به گروه‌های فلسطینی تشکر کرد.
همچنین، وی، یک‌شنبه ۱۲ دی ۱۴۰۰ (۲ ژانویه ۲۰۲۱)، در گفت‌وگو با شبکه عربی الجزیره، اظهار داشت جمهوری اسلامی ایران ۷۰ میلیون دلار به این جنبش فلسطینی پول داد تا «قوای بازدارندگی» خود را در برابر اسرائیل بسازد و راکت‌هایی که نیروهای حماس در باریکه غزه تولید کردند، بخشی از این «توان راهبردی» است.

### مصر
در سال ۲۰۰۸ میلادی احمد ابوالغیط وزیر خارجه مصر در دولت حسنی مبارک، ضمن اعلام اینکه مصر هرگز سیطره حماس بر نوار غزه را به رسمیت نمی‌شناسد، مقاومت حماس را مضحک خواند وحملات موشکی حماس به اسرائیل را فرصتی برای حمله اسرائیل به فلسطین قلمداد کرد. دولت مصر همچنین تدابیر امنیتی گسترده‌ای رابرای کنترل مرزهای خود در طول نوار غزه برای جلوگیری از قاچاق اسلحه از مصر به سرزمین‌های تحت سیطره حماس در نظر گرفته است.
اما با وقوع انقلاب ۲۰۱۱ مصر و سقوط حکومت حسنی مبارک و به قدرت رسیدن اخوان‌المسلمین، دیدگاه سیاستمداران جدید مصر متفاوت از حکومت قبل بود و آن‌ها در صدد نزدیکی به مردم نوار غزه و جنبش حماس برآمدند. این امر با استقبال رهبران حماس روبرو شد و روابط دوجانبه بیش از پیش تقویت شد.
پس از برکناری حکومت اخوان‌المسلمین، خشونت‌ها در مصر گسترش یافت و صدها نفر از جمله نظامیان مصری کشته و زخمی‌شدند و به اموال عمومی خسارت‌های زیادی وارد شد. در پی این رویدادها دادستانی مصر، حماس را به مشارکت با نیروهای اخوان المسلمین برای برنامه‌ریزی‌های تروریستی متهم کرد. در اواخر ژانویه و اوایل فوریهٔ ۲۰۱۵ دادگاهی در مصر، شاخهٔ نظامی جنبش فلسطینی حماس با عنوان گردان‌های عزالدین قسام را در فهرست گروه‌های تروریستی قرار داد و آن را تحریم کرد. این حکم اولین حکم یک کشور عربی یا اسلامی بود که در آن گردان‌های عزالدین قسام تروریستی نامیده شدند. در پی این حکم هرنوع فعالیت شاخهٔ نظامی حماس در مصر ممنوع شد و احتمال دستگیری نیروهای ساکن مصر افزایش یافت. حماس در واکنش به این حکم، آن را به شدت محکوم کرد.

### یمن
حماس با صدور بیانیه‌ای اعلام کرد که در یمن از «گزینه‌های دموکراتیک مردم» و «مشروعیت سیاسی» حمایت می‌کند. محمود الزهار گفت: «حماس با مداخلات خارجی در امور داخلی یمن مخالف است و در عین حال اقدام شورشیان حوثی علیه دولت منصور هادی را تأیید نمی‌کند. ما به مشروعیت سیاسی احترام می‌گذاریم. آنچه در یمن اتفاق افتاد مغایر مشروعیت بود. یمن انتخابات برگزار کرده بود، انتخاباتی منصفانه که نتیجه‌اش پذیرفته شده بود. نهاد ریاست جمهوری و ارگان‌های دولتی دیگر تأسیس شده بودند. اما چیزی که اتفاق افتاد خلاف این روند بود؛ بنابراین ما از مشروعیت سیاسی حمایت می‌کنیم، حالا این موضع حمایت از ائتلاف (عرب) قلمداد شود یا نه. در هر صورت ما خواهان حل مسالمت آمیز مسائل یمن هستیم.»
چند روز بعد جنبش مقاومت اسلامی فلسطین «حماس» ضمن اعلام حمایت قاطع از حمله نظامی علیه یمن افزود، برخی اخبار مبنی بر اختلافات داخلی دربارهٔ این موضع حماس صحت ندارد. این جنبش هرگونه اختلافات داخلی پیرامون حمایت از تجاوز نظامی عربستان و متحدانش علیه یمن را تکذیب و بر همراه بودن این جنبش با عملیات عربستان علیه حوثی‌های یمن تأکید کرد. «سامی ابوزهری» سخنگوی حماس گفت: برخی گمانه‌زنی‌ها پیرامون اختلافات داخلی حماس در قبال عملیات «توفان قاطع» صحت ندارد و آنچه روزنامه‌های مصری در این خصوص منتشر کرده‌اند، کذب محض است.
پس از آن حوثی‌های یمن و حماس به حمایت از یکدیگر پرداختند به‌طور ی که در درگیری ۲۰۲۳ میان حماس و اسرائیلی حوثی‌های یمن در حمایت از حماس، به ناو آمریکایی USS Carney موشک شلیک کردند.

## تحریم‌ها
پس از پیروزی حماس در انتخابات، اتحادیه اروپا اعلام کرد تنها در صورتی کمک‌های خود به ارزش چند صد میلیون دلار به فلسطین را ادامه خواهد داد که حماس اسرائیل را به رسمیت بشناسد، خشونت‌ها را پایان دهد، و توافقات دولت‌های قبل را بپذیرد.
واشینگتن پست - در تاریخ ۱۴ نوامبر ۲۰۲۳، دفتر کنترل دارایی‌های خارجی وزارت خزانه‌داری ایالات متحده آمریکا (OFAC) سومین دور تحریم‌های خود را علیه افراد و نهادهای وابسته به حماس از زمان حملات تروریستی حماس در ۷ اکتبر به اسرائیل اعمال کرد. این اقدام مقامات کلیدی حماس و مکانیسم‌هایی را که جمهوری اسلامی ایران از طریق آنها از حماس و جهاد اسلامی فلسطین (PIJ) حمایت می‌کند، مشخص می‌کند. نام‌گذاری‌های امروزی با اقدام بریتانیا هماهنگ شده و با هدف محافظت از سیستم مالی بین‌المللی در برابر سوء استفاده از سوی حماس و توانمندسازان آن است. وزارت امور خارجه ایالات متحده به‌طور همزمان یک رهبر شاخه نظامی جهاد اسلامی فلسطین را تعیین می‌کند.
جنت یلن، وزیر خزانه داری آمریکا گفت: «ایالات متحده به همکاری با شرکای خود از جمله بریتانیا ادامه خواهد داد تا حماس برای جمع‌آوری و استفاده از بودجه برای انجام جنایات خود محروم شود». «اقدامات حماس باعث رنج و عذاب عظیمی‌شده و نشان داده است که تروریسم به صورت مجزا رخ نمی‌دهد. ما همراه با شرکای خود قاطعانه به سمت تخریب زیرساخت‌های مالی حماس، قطع منابع مالی خارجی و مسدود کردن کانال‌های مالی جدیدی که به دنبال تأمین مالی اقدامات شنیع خود هستند، حرکت می‌کنیم.»
این اقدام بر اساس تعیین‌های اخیر وزارت خزانه داری ایالات متحده آمریکا در ۲۷ و ۱۸ اکتبر از عوامل و تسهیلگران مالی حماس، و همچنین تعیین مقامات و شرکت‌های دخیل در مدیریت سبد سرمایه‌گذاری مخفی بین‌المللی حماس در مه ۲۰۲۲ است. این افراد بر اساس فرمان اجرایی (E.O.) 13224 اصلاح شده تعیین شده‌اند که گروه‌های تروریستی و حامیان آنها را هدف قرار می‌دهد.

## روابط با فتح
پس از پیروزی حماس در انتخابات سال ۲۰۰۶ درگیری‌های مسلحانه بین گروه فتح و حماس افزایش پیدا کرد به‌طوری‌که تا سال ۲۰۰۷ صدها فلسطینی در درگیری‌های خیابانی دوطرف درگیری کشته شدند.
در سال ۱۳۹۰ حماس با فتح برای تشکیل دولت وحدت ملی توافق کردند. اسراییل این توافق را محکوم کرد.
این دو گروه بار دیگر در سال ۱۳۹۳ برای تشکیل دولت وحدت ملی به توافق رسیدند.

## سپر انسانی
در سال ۲۰۰۶ اسماعیل هنیه رهبر حماس پس از شرکت در یک گردهمایی مردمی به صورت سپر انسانی برای جلوگیری از بمباران خانه یکی از اعضای کمیته مقاومت مردمی فلسطین در غزه، اعلام کرد که این اقدام اولین گام برای حفاظت از خانه‌ها و فرزندانمان است. در سال ۲۰۰۶حماس از گروهی از زنان فلسطینی خواسته بود که به مسجدی بروند که تحت محاصره نیروهای اسرائیلی بود و اعضای حماس در آن پناه گرفته بودند، اسرائیل این اقدام را استفاده از سپر انسانی خواند.
حماس با کمک‌گرفتن از پشت بام مناطق مسکونی و غیرنظامی و استقرار مواضع موشکی خود در نزدیکی بیمارستان‌ها و مدارس، شهرک‌های اسرائیلی را بمباران می‌کند؛ تا در صورت تلافی اسرائیل، آمار کشته شده‌های غیرنظامی فلسطینی بالاتر برود و از آن به شکل تبلیغی استفاده کند.

## درگیری‌های نظامی با اسرائیل

نمودار ماهیانه حملات موشکی القسام (ساخت حماس) به اسرائیل

حملات راکت‌های حماس به اسرائیل از سال ۲۰۰۶ تا ۲۰۱۱ منجر به کشته شدن ۴۴ نفر شده است در درگیری‌های آغاز شده از هشت ژوئیه ۲۰۱۴ تا ۲۱ ژوئیه همین سال ۷۶ درصد کشته شدگان فلسطینی در نوار غزه غیر نظامیان بوده‌اند. ۶ درصد کشته شدگان اسرائیلی را نیز غیرنظامیان تشکیل داده‌اند.
دیدبان حقوق بشر در سال ۲۰۰۲ خواستار مجازات اعضای حماس در دادگاه کیفری، «برای جنایات علیه بشریت» شد.

## حمله به مسجد ابن تیمیه در شهر رفح
در پی اعلام تشکیل «امارات اسلامی» در نوار غزه توسط عبداللطیف موسی، رهبر یک سازمان اسلام‌گرای نزدیک به القاعده بنام جند انصارالاسلام در تاریخ ۱۴ اوت ۲۰۰۹ میلادی، درگیری‌های گسترده‌ای میان طرفداران گروه جند انصارالاسلام و شبه‌نظامیان عضو گروه حماس درگرفت. با حمله شبه‌نظامیان حماس به مسجد ابن تیمیه که طرفداران عبداللطیف موسی در آن سنگر گرفته بودند، ده‌ها تن کشته و زخمی‌شدند.

#### کتب
- Abdelal, Wael (2016). Hamas and the Media: Politics and strategy. گروه تیلور و فرانسیس. ISBN 978-1-317-26714-0.
- Abu Amr, Ziad (1994). Islamic Fundamentalism in the West Bank and Gaza: Muslim Brotherhood and Islamic Jihad. Indiana University Press. ISBN 978-0-253-20866-8.
- Ahmed, Akbar (2007). Journey into Islam: The Crisis of Globalization. نهاد بروکینگز. ISBN 978-0-8157-0133-0.
- Amossy, Ruth (2017). "Understanding political issues through argumentation analysis".  In Wodak, Ruth; Forchtner, Bernhard (eds.). The Routledge Handbook of Language and Politics. Routledge. pp. 262–75. ISBN 978-1-351-72896-6.
- Atkins, Stephen E. (2004). Encyclopedia of Modern Worldwide Extremists and Extremist Groups. گروه انتشاراتی گرینوود. ISBN 978-0-313-32485-7.
- Baconi, Tareq (2018). Hamas contained: The rise and pacification of Palestinian resistance. انتشارات دانشگاه استنفورد.
- Beinart, Peter (2012). The Crisis of Zionism. Melbourne University Press. ISBN 978-0-522-86176-1.
- Bouris, Dimitris (2014). The European Union and Occupied Palestinian Territories: State-building without a state. Routledge. ISBN 978-1-317-91529-4.
- Bregman, Ahron (2016). Israel's Wars: A History Since 1947 (4 ed.). Routledge. ISBN 978-1-317-29638-6.
- Brenner, Björn (2017). Gaza Under Hamas: From Islamic Democracy to Islamist Governance. I.B. Tauris. ISBN 978-1-78673-142-5.
- Byman, Daniel (2011). A High Price: The Triumphs and Failures of Israeli Counterterrorism. Oxford University Press. pp. 100–. ISBN 978-0-19-983174-6.
- Caridi, Paola (2012). Hamas: From Resistance to Government. Seven Stories Press. pp. 282–. ISBN 978-1-60980-083-3.
- Charrett, Catherine (2020). The EU, Hamas and the 2006 Palestinian Elections: A Performance in Politics. Routledge. ISBN 978-1-351-61179-4.
- Chehab, Zaki (2007). Inside Hamas: The Untold Story of Militants, Martyrs and Spies. I.B. Tauris. ISBN 978-1-84511-389-6.
- Cheema, Sujata Ashwarya (2008). "Hamas and Politics in Palestine:Impact on Peace-Building".  In Abhyankar, Rajendra Madhukar (ed.). West Asia and the Region: Defining India's Role. New Delhi: Academic Foundation. ISBN 978-8171886166.
- Clarke, Colin P. (2015). Terrorism, Inc. : The Financing of Terrorism, Insurgency, and Irregular Warfare. ABC-CLIO. ISBN 978-1-4408-3104-1.
- Clemesha, Arlene (2013). "Brazil: Newcomer to the Region". The Mediterranean Region in a Multipolar World: evolving relations with Russia, China, India, and Brazil. German Marshall Fund of the United States. pp. 27–35. JSTOR resrep18967.7.
- Cordesman, Anthony H. (2002). Peace and War: The Arab–Israeli Military Balance Enters the 21st Century. گروه انتشاراتی گرینوود. ISBN 978-0-275-96939-4.
- Cordesman, Anthony H. (2006). Arab-Israeli Military Forces in an Era of Asymmetric Wars. گروه انتشاراتی گرینوود/مرکز مطالعات استراتژیک و بین‌المللی. ISBN 978-0-275-99186-9.
- Cragin, R. Kim (2006). "Learning to Survive:The Case of the Islamic Resistance Movement (Hamas)".  In Forrest, James JF (ed.). Teaching Terror: Strategic and Tactical Learning in the Terrorist World. رومن و لیتلفیلد. pp. 189–204. ISBN 978-1-4616-4396-8.
- Dalacoura, Katerina (2012). "Islamist Terrorism and National Liberation: Hamas and Hizbullah". Islamist Terrorism and Democracy in the Middle East. کمبریج: انتشارات دانشگاه کمبریج. pp. 66–96. doi:10.1017/CBO9780511977367.004. ISBN 978-0-511-97736-7. LCCN 2010047275. S2CID 150958046.
- Davis, Jessica (2017). Women in Modern Terrorism: From Liberation Wars to Global Jihad and the Islamic State. Rowman & Littlefield. ISBN 978-1-4422-7499-0.
- Davis, Joyce (2004). Martyrs: Innocence, Vengeance, and Despair in the Middle East. Palgrave Macmillan. p. 100. ISBN 978-1-4039-6681-0.
- Davis, Richard (2016). Hamas, Popular Support and War in the Middle East: Insurgency in the Holy Land. Routledge. ISBN 978-1-317-40258-9.
- Dunning, Tristan (2016). Hamas, Jihad and Popular Legitimacy: Reinterpreting Resistance in Palestine. Routledge. ISBN 978-1-317-38494-6.
- de Búrca, Aoibhín (2014). Preventing Political Violence Against Civilians: Nationalist Militant Conflict in Northern Ireland, Israel And Palestine. Palgrave Macmillan. ISBN 978-1-137-43380-0.
- Filiu, Jean-Pierre (2014). Gaza: A History. Oxford University Press. ISBN 978-0-19-020189-0.
- Fouberg, Erin H.; Murphy, Alexander B. (2020). Human Geography: People, Place, and Culture. John Wiley & Sons. pp. 215–. ISBN 978-1-119-57760-7.
- Gerner, Deborah J. (2007). "Mobilizing Women for Nationalist Agendas".  In Moghadam, Valentine M. (ed.). From Patriarchy to Empowerment: Women's Participation, Movements, and Rights in the Middle East, North Africa, and South Asia. Syracuse University Press. pp. 17–39. ISBN 978-0-8156-3111-8.
- Gleis, Joshua L.; Berti, Benedetta (2012). Hezbollah and Hamas: A Comparative Study. Johns Hopkins University Press. p. 111. ISBN 978-1-4214-0671-8.
- Goerzig, Carolin (2010). Talking to Terrorists: Concessions and the Renunciation of Violence. Routledge. pp. 57–. ISBN 978-1-136-93804-7.
- Guidère, Mathieu (2012). Historical Dictionary of Islamic Fundamentalism. رومن و لیتلفیلد. ISBN 978-0-8108-7821-1.
- Gunning, Jeroen (2007). "Hamas: Harakat al-Muqamama al-Islamiyya".  In Marianne Heiberg; Brendan O'Leary (eds.). Terror, Insurgency, and the State: Ending Protracted Conflicts. University of Pennsylvania Press. pp. 134–. ISBN 978-0-8122-3974-4.
- Gunning, Jeroen (2008). Hamas in Politics: Democracy, Religion, Violence. Columbia University Press. ISBN 978-0-231-70044-3.
- Haspeslagh, Sophie (2016). ""Listing terrorists"; the impact of proscription on third-party efforts to engage armed groups in peace processes- a practitioner's perspective'".  In Tellidis, Ioannis; Toros, Harmonie (eds.). Terrorism: Bridging the Gap with Peace and Conflict Studies: Investigating the Crossroad. Routledge. pp. 189–207. ISBN 978-1-317-66559-5.
- Hassan, Riaz (2014). Life as a Weapon: The Global Rise of Suicide Bombings. Routledge. pp. 80–. ISBN 978-1-136-92107-0.
- Herrick, Julie C. (2011). "Non-State Actors: A Comparative Analysis of Change and Development Within Hamas and Hezbollah".  In Korany, Bahgat (ed.). The Changing Middle East: A New Look at Regional Dynamics. Oxford University Press. pp. 167–95. ISBN 978-9774165139.
- Holtmann, Philipp (2009). Martyrdom, Not Suicide: The Legality of Hamas' Bombings in the Mid-1990s in Modern Islamic Jurisprudence. GRIN Verlag. ISBN 978-3-640-47333-5.
- Hueston, Harry Raymond; Pierpaoli, Paul G.; Zahar, Sherifa (2014). "Hamas".  In Roberts, Priscilla (ed.). Arab-Israeli Conflict: The Essential Reference Guide. ABC-CLIO. pp. 67–71. ISBN 978-1-61069-068-3.
- Hroub, Khaled (2006). Hamas: A Beginner's Guide. Pluto Press. ISBN 978-0-7453-2591-0.
- Inbar, Efraim (2007). Israel's National Security: Issues and Challenges Since the Yom Kippur War. Routledge. ISBN 978-1-134-05940-9.
- Jad, Islah (2018). Palestinian Women's Activism: Nationalism, Secularism, Islamism. Syracuse University Press. pp. 132–. ISBN 978-0-8156-5459-9.
- Jamal, Ama (2005). The Palestinian National Movement: Politics of Contention, 1967–2005. Indiana University Press. ISBN 978-0-253-21773-8.
- Jefferis, Jennifer (2016). Hamas: Terrorism, Governance, and Its Future in Middle East Politics. ABC-CLIO. ISBN 978-1-4408-3903-0.
- Kabahā, Muṣṭafá (2014). The Palestinian People: Seeking Sovereignty and State. [Boulder, CO], Lynne Rienner Publishers. ISBN 978-1-58826-882-2.
- Kass, Ilana; O'Neill, Bard E. (1997). The Deadly Embrace: The Impact of Israeli and Palestinian Rejectionism on the Peace Process. انتشارات دانشگاهی آمریکا/National Institute for Public Policy. ISBN 978-0-7618-0535-9.
- Katz, Samuel M. (2002). The Hunt for the Engineer: How Israeli Agents Tracked the Hamas Master Bomber. رومن و لیتلفیلد. ISBN 978-1-58574-749-8.
- Kear, Martin (2018). Hamas and Palestine: The Contested Road to Statehood. Routledge. ISBN 978-0-429-99940-6.
- Kimmerling, Baruch (2009). The Palestinian People: A History. Harvard University Press. ISBN 978-0-674-03959-9.
- Levitt, Matthew (2006). Hamas: Politics, Charity, and Terrorism in the Service of Jihad. Yale University Press. ISBN 978-0-300-12258-9.
- Levitt, Matthew (2008). Negotiating Under Fire: Preserving Peace Talks in the Face of Terror Attacks. Rowman & Littlefield. ISBN 978-0-7425-6566-1.
- Lindholm Schulz, Helena (1999). The Reconstruction of Palestinian Nationalism: Between Revolution and Statehood. انتشارات دانشگاه منچستر. ISBN 978-0-7190-5596-6.
- Litvak, Meir (2004). "Religious and Nationalist Fanaticism:Hamas".  In Hughes, Matthew; Johnson, Gaynor (eds.). Fanaticism and Conflict in the Modern Age. Frank Cass. pp. 156–72. ISBN 978-1-135-75364-1.
- Litvak, Meir (2008). "Hamas: Palestinian Identity, Islam, and National Sovereignty".  In Susser, Asher (ed.). Challenges to the Cohesion of the Arabic State. Moshe Dayan Center for Middle Eastern and African Studies. ISBN 978-9652240798.
- Johnson, Loch K. (2007). Strategic Intelligence: Understanding the Hidden Side of Government. Greenwood Publishing Group. pp. 2–. ISBN 978-0-313-06528-6.
- Maddy-Weitzman, Bruce (2002). Middle East Contemporary Survey: Vol. XXIII 1999. The Moshe Dayan Center. pp. 352–. ISBN 978-9652240491.
- Mannes, Aaron (2004). Profiles in Terror: The Guide to Middle East Terrorist Organizations. رومن و لیتلفیلد. pp. 114–. ISBN 978-0-7425-3525-1.
- Martin, Gus (2009). Understanding Terrorism: Challenges, Perspectives, and Issues (3rd, illustrated ed.). انتشارات سیج. ISBN 978-1-4129-7059-4. Retrieved March 18, 2016.
- Martin, Gus (2011). The Sage Encyclopedia of Terrorism (2nd ed.). Sage. pp. 81–. ISBN 978-1-4129-8016-6.
- Mattar, Philip (2005). Encyclopedia of the Palestinians. انتشارات اینفوبیس. pp. 195–. ISBN 978-0-8160-6986-6.
- Milton-Edwards, Beverley; Farrell, Stephen (2013). Hamas: The Islamic Resistance Movement. John Wiley & Sons. ISBN 978-0-7456-5468-3.
- Milton-Edwards, Beverley (2015). The Muslim Brotherhood: The Arab Spring and its future face. Routledge. ISBN 978-1-317-33365-4.
- Mishal, S.; Sela, A. (2006). The Palestinian Hamas: Vision, Violence, and Coexistence. Columbia University Press. ISBN 978-0-231-14007-2.
- Mukhimer, Tariq (2012). Hamas Rule in Gaza: Human Rights Under Constraint. Palgrave Macmillan. ISBN 978-1-137-31019-4.
- Müller, Sebastian R. (2012). Hawala: An Informal Payment System and Its Use to Finance Terrorism. AV Akademikerverlag. ISBN 978-3-639-44418-6.
- Najib, Mohammad; Friedrich, Roland (2007). "Non-Statutory Armed Groups and Security Sector Governance".  In Friedrich, Roland; Luethold, Arnold (eds.). Entry-points to Palestinian Security Sector Reform. DCAF. pp. 101–127. ISBN 978-9292220617.
- Neack, Laura (2008). The New Foreign Policy: Power Seeking in a Globalized Era. Rowman & Littlefield. pp. 101–. ISBN 978-0-7425-5631-7.
- O'Malley, Padraig (2015). The Two-State Delusion: Israel and Palestine – A Tale of Two Narratives. Penguin Publishing Group. pp. 126–. ISBN 978-0-698-19218-8.
- Penn, Michael (2014). Japan and the War on Terror: Military Force and Political Pressure in the US-Japanese Alliance. Bloomsbury Publishing. ISBN 978-0-85772-473-1.
- Perry, Mark (2014). "Gaza's Bottle Rockets".  In Rose, Gideon (ed.). Clueless in Gaza. Foreign Affairs. p. 134. ISBN 978-0-87609-606-2.
- Phillips, David L. (2011). From Bullets to Ballots: Violent Muslim Movements in Transition. Transaction Publishers. pp. 81–. ISBN 978-1-4128-1201-6.
- Reese, Erlich; Baer, Robert (2016). Conversations with Terrorists: Middle East Leaders on Politics, Violence, and Empire. Routledge. ISBN 978-1-317-26198-8.
- Robinson, Glenn E. (2004). "Hamas as a Social Movement".  In Wiktorowicz, Quintan (ed.). Islamic Activism: A Social Movement Theory Approach. Indiana University Press. pp. 112–39. ISBN 978-0-253-21621-2.
- Roy, Sara (2013). Hamas and Civil Society in Gaza: Engaging the Islamist Social Sector (2 ed.). Princeton University Press. ISBN 978-0-691-12448-3.
- Rubin, Barry (June 2009). The Transformation of Palestinian Politics: From Revolution to State-Building. Harvard University Press. pp. 133–. ISBN 978-0-674-04295-7.
- Rubenberg, Cheryl (2001). Palestinian Women: Patriarchy and Resistance in the West Bank. Lynne Rienner Publishers. ISBN 978-1-55587-956-3.
- Sabry, Mohannad (2015). Sinai: Egypt's Linchpin, Gaza's Lifeline, Israel's Nightmare. دانشگاه آمریکایی قاهره. ISBN 978-9774167287.
- Schanzer, Jonathan (2008). Hamas vs. Fatah: The Struggle For Palestine. St. Martin's Publishing Group. ISBN 978-0-230-61645-5.
- Seurat, Leila (2019). The Foreign Policy of Hamas. انتشارات بلومزبری. ISBN 978-1-83860-744-9.
- Shitrit, Lihi Ben (2015). Righteous Transgressions: Women's Activism on the Israeli and Palestinian Religious Right. Princeton University Press. ISBN 978-1-4008-7384-5.
- Sinai, Joshua (2019). "Israel and terrorism: assessing the effectiveness of Netanyahu's "combating terrorism strategy" (CTS)".  In Freeman, Robert O. (ed.). Israel Under Netanyahu: Domestic Politics and Foreign Policy. Routledge. pp. 273–90. ISBN 978-1-00-075176-5.
- Singh, Rashmi (2013). Hamas and Suicide Terrorism: Multi-causal and Multi-level Approaches. Routledge. ISBN 978-1-135-69599-6.
- Slater, Jerome (2020). Mythologies Without End: The US, Israel, and the Arab-Israeli Conflict, 1917–2020. Oxford University Press. pp. 280–. ISBN 978-0-19-045908-6.
- Stepanova, Ekaterina (2008). Terrorism in Asymmetrical Conflict: Ideological and Structural Aspects (PDF). انستیتو بین‌المللی پژوهش‌های صلح استکهلم / Oxford University Press. ISBN 978-0-19-953355-8. Archived from the original (PDF) on March 10, 2016. Retrieved May 5, 2015.
- Stork, Joe; Kane, Kristen (2002). Erased in a Moment: Suicide Bombing Attacks Against Israeli Civilians. Human Rights Watch. pp. 66–. ISBN 978-1-56432-280-7.
- Swedenburg, Ted (2003). Memories of Revolt: The 1936–1939 Rebellion and the Palestinian National Past. University of Arkansas Press. pp. 196–. ISBN 978-1-61075-263-3.
- Tucker, Spencer C. (2019). Middle East Conflicts from Ancient Egypt to the 21st Century: An Encyclopedia and Document Collection [4 volumes]. ABC-CLIO. pp. 808–. ISBN 978-1-4408-5353-1.
- Van Engeland, Alincée (2015). "Hamas".  In Ross, Jeffrey Ian (ed.). Religion and Violence: An Encyclopedia of Faith and Conflict from Antiquity to the Present. Routledge. pp. 319–23. ISBN 978-1-317-46109-8.
- Van Esveld, Bill (August 6, 2009). "Rockets from Gaza: Harm to Civilians from Palestinian Armed Groups' Rocket Attacks". Human Rights Watch.
- Vittori, Jodi (2011). Terrorist Financing and Resourcing. Palgrave Macmillan. ISBN 978-0-230-11771-6.
- Yousef, M.H. (2010). Son of Hamas. Carol Stream, IL: Tyndale House. p. 288. ISBN 978-1-4143-3307-6.
- The World Almanac of Islamism: 2014. American Foreign Policy Council / Rowman & Littlefield. 2014. p. 15. ISBN 978-1-4422-3144-3.

#### مقالات ژورنال
- Abu-Amr, Ziad (Summer 1993). "Hamas: A Historical and Political Background". ژورنال مطالعات فلسطین. 22 (4): 5–19. doi:10.2307/2538077. ISSN 0377-919X. JSTOR 2538077.
- Benmelech, Efraim; Berrebi, Claude (July 1, 2007). "Human Capital and the Productivity of Suicide Bombers". Journal of Economic Perspectives. American Economic Association. 21 (3): 223–38. doi:10.1257/jep.21.3.223. ISSN 0895-3309.
- Brym, R. J.; Araj, B. (June 1, 2006). "Suicide Bombing as Strategy and Interaction: The Case of the Second Intifada". Social Forces. Oxford University Press. 84 (4): 1969–86. doi:10.1353/sof.2006.0081. ISSN 0037-7732. S2CID 146180585.
- Byman, Daniel (September–October 2010). "How to Handle Hamas: The Perils of Ignoring Gaza's Leadership". Foreign Affairs. 89 (5): 45–62. JSTOR 20788644.
- Clauset, Aaron; Heger, Lindsay; Young, Maxwell; Gleditsch, Kristian Skrede (March 2010). "The strategic calculus of terrorism: Substitution and competition in the Israel-Palestine conflict". Cooperation and Conflict. 45 (1): 6–33. doi:10.1177/0010836709347113. JSTOR 45084592. S2CID 2091170.
- Gunning, Jeroen (March 2004). "Peace with Hamas? The Transforming Potential of Political Participation". International Affairs. چتم هاوس. 80 (2): 233–55. doi:10.1111/j.1468-2346.2004.00381.x. JSTOR 3569240.
- Herzog, Michael (March–April 2006). "Can Hamas Be Tamed?". Foreign Affairs. 85 (2): 83–94. doi:10.2307/20031913. JSTOR 20031913.
- Hroub, Khaled (Summer 2006b). "A 'New Hamas' through Its New Documents". ژورنال مطالعات فلسطین. 35 (4): 6–27. doi:10.1525/jps.2006.35.4.6. JSTOR 10.1525/jps.2006.35.4.6.
- Klein, Menachem (Summer 2007). "Hamas in Power". ژورنال خاورمیانه. 61 (3): 442–59. doi:10.3751/61.3.13. JSTOR 4330419.
- Litvak, Meir (January 1998). "The Islamization of the Palestinian-Israeli Conflict: The Case of Hamas". مطالعات خاورمیانه. 34 (1): 148–63. doi:10.1080/00263209808701214. JSTOR 4283922.
- Milton-Edwards, Beverley (2008). "The Ascendance of Political Islam: Hamas and Consolidation in the Gaza Strip". Third World Quarterly. 29 (8): 1585–99. doi:10.1080/01436590802528739. JSTOR 20455131. S2CID 154386730.
- Mishal, Shaul (July 2003). "The Pragmatic Dimension of the Palestinian Hamas: A Network Perspective". Armed Forces & Society. 29 (4): 569–89. doi:10.1177/0095327X0302900406. S2CID 145575473.
- Pape, Robert A. (August 27, 2003). "The Strategic Logic of Suicide Terrorism" (PDF). American Political Science Review. 97 (3): 343–61. doi:10.1017/S000305540300073X. hdl:1811/31746. ISSN 1537-5943. S2CID 1019730. Retrieved October 27, 2020.
- Pressman, Jeremy (February 21, 2006). "The Second Intifada: Background and Causes of the Israeli-Palestinian Conflict". Journal of Conflict Studies. 23 (2). ISSN 1715-5673. Retrieved October 29, 2020.
- Tocci, Nathalie (Winter 2013). "The EU and the Middle East Quartet: A case of (in)effective multilateralism". ژورنال خاورمیانه. 67 (1): 29–44. doi:10.3751/67.1.12. JSTOR 23361691. S2CID 144645884.
- Roy, Sara (Summer 1993). "Gaza: New Dynamics of Civic Disintegration". ژورنال مطالعات فلسطین. 22 (4): 20–31. doi:10.2307/2538078. JSTOR 2538078.
- Zweiri, Mahjoob (2006). "The Hamas Victory: Shifting Sands or Major Earthquake?". Third World Quarterly. 27 (4): 675–87. doi:10.1080/01436590600720876. JSTOR 4017731. S2CID 153346639.
- Filiu, Jean-Pierre (2012). "The Origins of Hamas: Militant Legacy or Israeli Tool?". Journal of Palestine Studies. 41 (3): 54–70. doi:10.1525/jps.2012.XLI.3.54.
- Chen, Tianshe (July 17, 2018) [Offline published in 2010]. "Support or Hostility: the Relationship between Arab Countries and Hamas". Journal of Middle Eastern and Islamic Studies (In Asia). 4 (2): 100–20. doi:10.1080/19370679.2010.12023158.

#### غیره
- "Youths' Suicide Mission Stuns Palestinians". ای‌بی‌سی نیوز. April 25, 2002.
- "Hamas West Bank leader given six-month detention without trial". عرب نیوز. Agence France-Presse. April 8, 2019.
- Amayreh, Khaled (January 29 – February 4, 2004). "Running out of time". الأهرام. No. 675. Archived from the original on January 20, 2010.
- Assi, Seraj (December 16, 2018). "Hamas Owes Its 'Palestine From the River to the Sea' Slogan to Zionism". هاآرتس.
- Barzak, Ibrahim (June 11, 2011). "Muhammad Hassan Shama, little-known Hamas founder". بوستون گلوب.
- "UN General Assembly rejects US resolution to condemn Hamas". دویچه وله. December 7, 2018.
- "Hamas: The Organizations, Goals and Tactics of a Militant Palestinian Organization". CRS Issue Brief. October 14, 1993. Archived from the original on January 6, 2006.
- Dalloul, Motasem A (December 14, 2017). "Interview with Dr Ibrahim Al-Yazouri, a founder of Hamas". میدل ایست مانیتور.
- "Blowback: How Israel Went From Helping Create Hamas to Bombing It". The Intercept. February 19, 2018. Retrieved October 27, 2020.
- Higgins, Andrew (January 24, 2009). "How Israel Helped to Spawn Hamas". The Wall Street Journal. Archived from the original on September 26, 2009. Retrieved October 27, 2020.
- Hirst, David (November 22, 1999). "Jordan curbs Hamas". The Guardian. Retrieved October 28, 2020.
- Platt, Edward (August 30, 2010). "For Arabs in Israel, a house is not a home". New Statesman. Retrieved October 27, 2020.
- Rose, David (March 5, 2008). "The Proof Is in the Paper Trail". ونتی فر. Retrieved August 1, 2011.